# Робърт Евънс Снодграс
Робърт Евънс Снодграс (5 юли 1875 – 4 септември 1962) е американски ентомолог и художник с множество приноси в областта на морфологията, анатомията, еволюцията и метаморфозата на членестоногите.
Написва множество публикации и няколко книги, най-значимата от които – „The principles of insect morphology“, 1935 („Основи на морфологията на насекомите“) остава актуална и до днес. Снодграс е известен и с чудесните си илюстрации, с които сам допълва своите научни текстове.

## Биография
Р. Е. Снодграс е роден в Сейнт Луис, щата Мисури, където честите му посещения на местния зоопарк запалват интереса му към зоологията. През 1883 година се премества със семейството си в градчето Уетмор, Канзас, където започва работа като самоук препаратор. По това време се интересува от птици и желае да стане орнитолог.
През 1890 година семейство Снодграс отново се премества, този път в Онтарио, Калифорния. Нанасят се в ранчо с площ 81 декара, където отглеждат портокали, сливи и грозде. Там 15-годишният Снодграс започва да учи в методистко училище и изучава латински, гръцки, немски, френски, химия, физика и рисуване, но не и биология, тъй като тя учела за отхвърляната от религията еволюция. Снодграс сам започва да чете трудове на Дарвин, Хъксли и Спенсър, заради което бива обявен за еретик. Започва да се увлича по анатомията и да прави дисекции на множество гръбначни и безгръбначни животни.
През 1895 година постъпва в Станфордския университет, където изучава зоология, ембриология, сравнителна анатомия на гръбначните. Тъй като смята, че гръбначните са достатъчно добре изучени и не предлагат възможности за нови открития, записва като допълнителен курс и ентомология. Заради интереса на Снодграс към птиците, неговият преподавател го насочва да изучава въшките по птиците (Mallophaga), и така написва първите си научни публикации.
След като се дипломира през 1901 година, Снодграс сменя няколко длъжности като ентомолог. Работи и като като художник на свободна практика в Ню Йорк, продава картини на фермери в Индиана. Накрая, през 1917 г., се установява трайно в Бюрото по ентомология към Министерството на земеделието на САЩ. Преподава в Университета в Мериленд в периода 1924 – 1947. През това време написва повече от 80 публикации и става известен с опита си в областта на морфологията на насекомите.

## Книги
Книги от Снодграс, с препратки към пълния текст на някои от тях:
- Anatomy and physiology of the honeybee. New York, 1925.
  - Преиздадена от Cornell, 1985. ISBN 978-0-8014-9302-7
- Insects, their ways and means of living. Vol. V, Smithsonian Institution Series, 1930.
  - Преиздадена от Applewood, 2006. ISBN 978-1-55709-530-5
- 1935. The principles of insect morphology. McGraw-Hill, New York, 1935.
  - Преиздадена от Cornell, 1991. ISBN 978-0-8014-8125-3
- 1952. Textbook of arthropod anatomy. Comstock, Ithaca 1952.

## Илюстрации
Няколко негови илюстрации:
- Анатомия на пчела
- Анатомия на пчела
- Schizura concinna